# Вельке Залужье (район Нитра)
Вельке Залужье (словац. Veľké Zálužie) — деревня в западной Словакии района Нитра (район) одноименного края.
Расположено на Подунайской возвышенности в 10 км к западу от административного центра района г. Нитра.

## История
Первое письменное упоминание встречается в 1261 году. В начале XIV века принадлежала венгерскому магнату Матушу Чаку. Ранее входило в трансильванскую часть Австрийской империи.

## Население
| Год:                | 1994 | 2004    | 2014    | 2024    |
| ------------------- | ---- | ------- | ------- | ------- |
| Количество человек: | 3642 | 3974    | 4159    | 4320    |
| Разница:            |      | +9,11 % | +4,65 % | +3,87 % |

В деревне на 31.12.2014 года проживало 4 159 жителей, из которых 99 % словаков, остальные — цыгане.

## Достопримечательности
- Руины замка начала XIX века, построенного на фундаменте ранее существовавшего оборонного сооружения.
- Костёл Всех Святых.

## Персоналии
- Эстерхази, Янош (1901—1957) — граф, политический деятель Словакии времён Второй мировой войны.